# Ilir Përnaska
Ilir Jonuz Përnaska (ur. 7 maja 1951 w Tiranie) – albański piłkarz, w latach 1971–1981 reprezentant Albanii, król strzelców Kategorii e Parë z lat 1971–1976.

## Życie prywatne
W 1992 roku zamieszkał w Ascoli Piceno ze swoją żoną i dwiema córkami.

## Tytuły i odznaczenia
Został uhonorowany tytułami Mistrza Sportu (Mjeshtër Sporti), Zasłużonego Mistrza Sportu (Zasłużony Mistrz Sportu), Wielkiego Mistrza (Mjeshtër i Madh) oraz Orderem Naima Frashëriego.